# Турция на летних Олимпийских играх 1992
Турция принимала участие в Летних Олимпийских играх 1992 года в Барселоне (Испания) в шестнадцатый раз за свою историю, и завоевала по две медали каждого достоинства. Страну представлял 41 спортсмен (36 мужчин, 5 женщин), которые выступили в соревнованиях по борьбе, дзюдо, тяжёлой атлетике, академической гребле, стрельбе из лука, плаванию, парусному спорту, пулевой стрельбе.

## Медалисты
| Медаль  | Спортсмен         | Вид спорта           | Дисциплина         |
| ------- | ----------------- | -------------------- | ------------------ |
| Золото  | Наим Сулейманоглу | Тяжёлая атлетика     | Мужчины, до 60 кг  |
| Золото  | Мехмет Акиф Пирим | Греко-римская борьба | Мужчины, до 62 кг  |
| Серебро | Хаккы Башар       | Греко-римская борьба | Мужчины, до 90 кг  |
| Серебро | Кенан Шимшек      | Вольная борьба       | Мужчины, до 90 кг  |
| Бронза  | Али Каялы         | Вольная борьба       | Мужчины, до 100 кг |
| Бронза  | Хюлья Шеньюрт     | Дзюдо                | Женщины, до 48 кг  |

## Результаты соревнований

### Академическая гребля
В следующий раунд из каждого заезда проходили несколько лучших экипажей (в зависимости от дисциплины). В финал A выходили 6 сильнейших экипажей, остальные разыгрывали места в утешительных финалах B-D.
Мужчины
| Соревнование | Спортсмены      | Предварительный заезд | Предварительный заезд | Предварительный заезд | Отборочный заезд | Отборочный заезд | Отборочный заезд | Полуфинал     | Полуфинал     | Полуфинал     | Финал   | Финал   | Итоговое место |
| Соревнование | Спортсмены      | Заезд                 | Время                 | Место                 | Заезд            | Время            | Место            | Заезд         | Время         | Место         | Время   | Место   | Итоговое место |
| ------------ | --------------- | --------------------- | --------------------- | --------------------- | ---------------- | ---------------- | ---------------- | ------------- | ------------- | ------------- | ------- | ------- | -------------- |
| одиночки     | Али Реза Билаль | 3                     | DNF                   | —                     | 3                | 7:26,03          | 5                | Полуфинал C/D | Полуфинал C/D | Полуфинал C/D | Финал D | Финал D | 20             |
| одиночки     | Али Реза Билаль | 3                     | DNF                   | —                     | 3                | 7:26,03          | 5                | 1             | 7:10,22       | 4             | 7:35,15 | 2       | 20             |

### Парусный спорт
Мужчины
| Класс        | Спортсмены     | Гонка | Гонка | Гонка | Гонка | Гонка | Гонка | Гонка | Гонка | Гонка | Гонка | Очки | Место |
| Класс        | Спортсмены     | 1     | 2     | 3     | 4     | 5     | 6     | 7     | 8     | 9     | 10    | Очки | Место |
| ------------ | -------------- | ----- | ----- | ----- | ----- | ----- | ----- | ----- | ----- | ----- | ----- | ---- | ----- |
| Лехнер А-390 | Кутлу Торунлар | 29    | 16    | 33    | 28    | 31    | 32    | 32    | 31    | 27    | 34    | 310  | 32    |
| Финн         | Ариф Гюрденлы  | 6     | 22    | 15    | 17    | 1     | 16    | 11    | —     | —     | —     | 94,7 | 11    |

### Тяжёлая атлетика
| Категория  | Спортсмены            | Вес    | Рывок | Рывок | Рывок | Толчок | Толчок | Толчок | Всего | Место |
| Категория  | Спортсмены            | Вес    | 1     | 2     | 3     | 1      | 2      | 3      | Всего | Место |
| ---------- | --------------------- | ------ | ----- | ----- | ----- | ------ | ------ | ------ | ----- | ----- |
| до 52 кг   | Халиль Мутлу          | 51,75  | 105   | 110   | 112,5 | 135    | 137,5  | 137,5  | 247,5 | 5     |
| до 56 кг   | Хафиз Сулейманоглу    | 55,75  | 127,5 | 127,5 | —     | —      | —      | —      | —     | —     |
| до 60 кг   | Наим Сулейманоглу     | 59,90  | 142,5 | 153   | 153   | 170    | 177,5  | —      | 320   | 1     |
| до 75 кг   | Мухаррем Сулейманоглу | 74,60  | 150   | 155   | 157,5 | 175    | —      | —      | 330   | 12    |
| до 82,5 кг | Сунай Булут           | 82,3   | 150   | 155   | 162,5 | 192,5  | 192,5  | 197,5  | 347,5 | 13    |
| до 110 кг  | Эрдинч Арслан         | 128,30 | 170   | 175   | 175   | 220    | 225    | 225    | 390   | 7     |